# 拟泡叶乌饭
拟泡叶乌饭（学名：Vaccinium pseudobullatum）为杜鹃花科越桔属下的一个种。

## 扩展阅读
- 維基物種上的相關：拟泡叶乌饭